# Horacio Hughes
Horacio Hughes García Lagos (Montevideo,  Uruguay, 16 de abril de 1912 - Montevideo, Uruguay, 20 de octubre de 1986) fue un magistrado uruguayo, quien se desempeñó como miembro del Tribunal de lo Contencioso Administrativo entre 1967 y 1977.

## Primeros años
Nació en Montevideo el 16 de abril de 1912,hijo de Conrado Hughes Gómez y de Sara García Lagos Rodríguez.
Era tío paterno de Conrado Hughes Alvarez, hijo de su hermano Conrado Hughes García Lagos. 

## Estudios
Cursó estudios en la Facultad de Derecho de la Universidad de la República hasta obtener el título de abogado en 1939.

## Juez de Paz en el interior
En junio de 1939 inició su carrera judicial al ser nombrado Juez de Paz de la primera sección judicial de Flores, con sede en Trinidad.
En marzo de 1940 fue trasladado al Juzgado de Paz de la primera sección de Canelones, con sede en Canelones.

## Juez de Paz en la capital
En marzo de 1941 pasó a cumplir funciones en Montevideo como Juez de Paz de la 3° sección judicial de dicho departamento, donde permaneció solo unos meses.

## Juez Letrado en el interior
En efecto, en octubre de 1941 fue ascendido a Juez Letrado de Flores.
En 1943 fue trasladado al Juzgado Letrado de Maldonado,y en junio de 1945 pasó a ocupar la titularidad del Juzgado Letrado de Canelones.

## Juez Letrado en la capital
En febrero de 1948 fue ascendido a cumplir funciones como Juez Letrado en Montevideo, inicialmente como Juez Letrado suplente.
En junio del mismo año fue designado Juez Letrado de Instrucción de Primer Turnoy en agosto de 1950 fue nombrado Juez Letrado Nacional de Hacienda y de lo Contencioso Administrativo de Segundo Turno.

## Tribunal de Apelaciones
En junio de 1957 recibió un nuevo ascenso al ser nombrado miembro del Tribunal de Apelaciones en lo Civil de Segundo Turno,donde permaneció durante casi diez años.

## Tribunal de lo Contencioso Administrativo
Al cesar José María Piñeyro como ministro del Tribunal de lo Contencioso Administrativo en enero de 1966, el cargo que dejó permaneció vacante durante más de un año, hasta la entrada en vigencia de la Constitución de 1967. El artículo 236 de la nueva Constitución previó por primera vez un mecanismo subsidiario de designación para los cargos vacantes en la Suprema Corte de Justicia y el TCA en función de la antigüedad en los Tribunales de Apelaciones en caso de no efectuarse designación por la Asamblea General dentro de los noventa días de producida la vacante. 
Transcurrido dicho plazo desde la vigencia de la nueva Constitución, se produjo el ingreso al TCA de Horacio Hughes, que revestía dicha calidad y quien prestó juramento ante la Asamblea General el 24 de mayo de 1967.Fue, por consiguiente, el primer magistrado en ingresar a dicho organismo por antigüedad, según el nuevo sistema, el que en la Suprema Corte de Justicia se aplicaría por primera vez recién en 1971 con el ingreso de Carlos Dubra.
Hughes ocupó la Presidencia del TCA durante los años 1968,1973,nuevamente a partir de octubre de 1974 tras el retiro de Gualberto Pi,y por cuarta vez en 1977.
Cesó en su cargo en el mencionado Tribunal en mayo de 1977, al completar el plazo máximo de 10 años en el mismo establecido según el artículo 308 de la Constitución, que se remite en cuanto a las condiciones para ocupar dicho cargo a las previstas para los miembros de la Suprema Corte de Justicia.
La vacante que dejó, junto con las generadas por los ceses de Arturo Figueredo y Gilberto Echeverry poco tiempo después, fueron cubiertas en octubre de 1977 por el Consejo de la Nación con las designaciones de Ramiro López Rivas, César Canessa y Carlos Maestro Toletti.

## Vida personal. Fallecimiento
Contrajo matrimonio en 1941 con Susana Clementina Real de Azúa Bavio,con quien tuvo cuatro hijas, María Cristina, Patricia, Ana María e Inés Hughes Real de Azúa.
Posteriormente se divorció, y volvió a casarse en segundas nupcias en 1969 con Elena Sofía Arredondo Viva,con quien no tuvo descendencia.
Horacio Hughes falleció en Montevideo el 20 de octubre de 1986, a los 74 años de edad.